# Conquistas griegas en la India
En la antigüedad, el comercio entre la India y Grecia floreció, intercambiando ambos países seda, especias y oro. Los griegos incursionaron militarmente en la India durante las conquistas Alejandro Magno.

## Conquistas de Alejandro Magno (327-326a.C.)

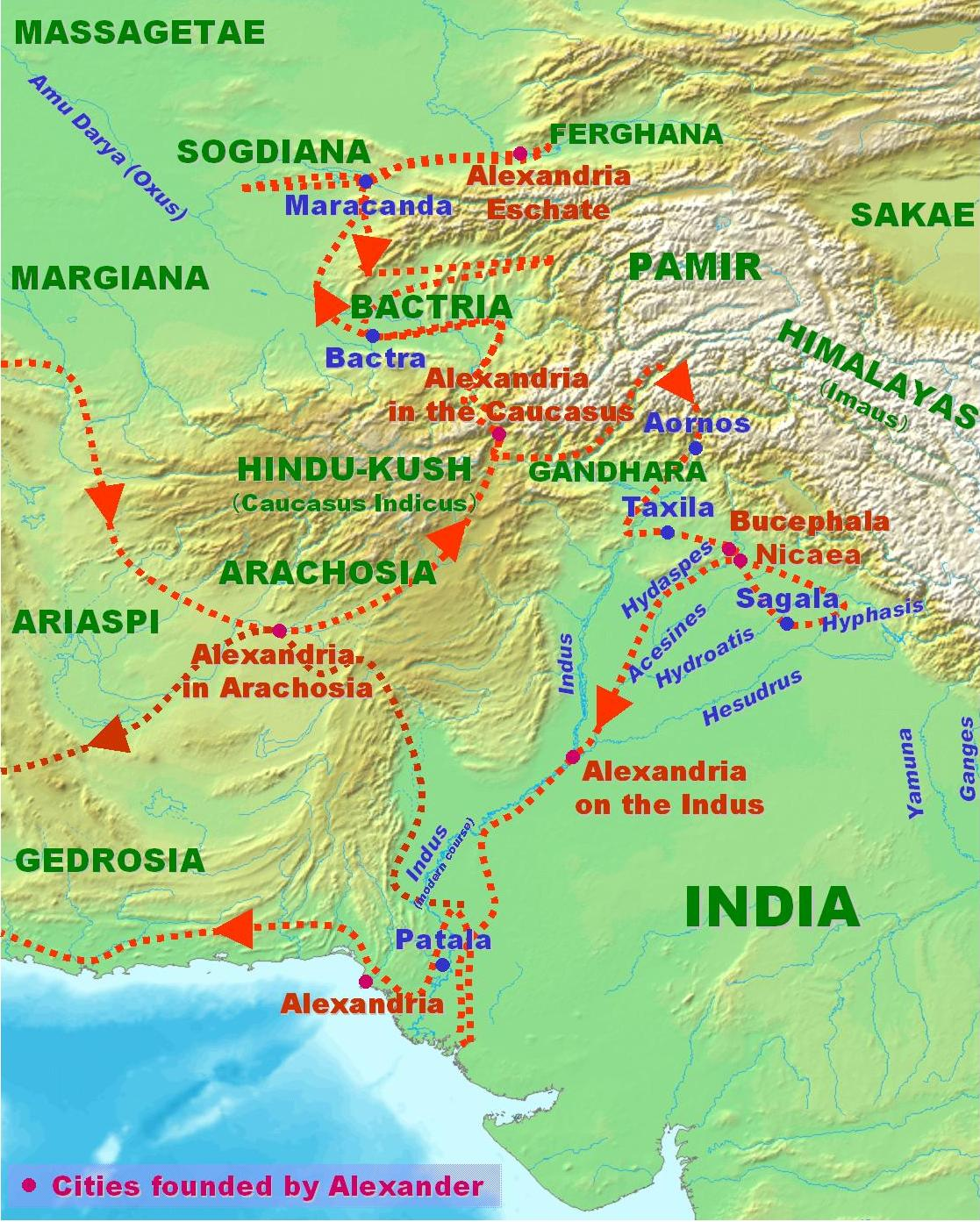
Ruta de Alejandro Magno en su campaña de la India y las ciudades que allí fundó.

En el año 327 a. C. Alejandro Magno comenzó su conquista de la India en la región del Punyab. El rey Ambhi (llamado "Taxiles" por los autores clásicos), gobernador de Taxila, rindió la ciudad al líder macedonio. Muchos huyeron a una alta roca o fortaleza llamada Aornos. Alejandro tomó esta fortaleza tras un exitoso asedio. Tras esto, luchó en una épica batalla contra el monarca Poros en Hidaspes (326 a. C.). Luego de la batalla, Alejandro devolvió a Poros todos sus territorios, haciendo una alianza con él, y lo nombró sátrapa de su propio reino. Alejandro siguió adelante para conquistar todos los territorios en los que desembocaba el río Indo.
Al este del reino de Poros, cerca del río Ganges, estaba el reino de Magadha. Cansados y asustados por la idea de encontrarse con otro ejército indio en el río Ganges, el ejército macedonio se amotinó en el río Hífasis (llamado Beas en la actualidad), negándose a continuar con su marcha hacia el este. Alejandro, tras oír el discurso de su oficial Coeno y ver que los augurios le eran desfavorables, se convenció de que sería mejor dar la vuelta.

## Invasión seléucida (304a.C.)
Seleuco I Nicator, fundador de la dinastía seléucida y uno de los antiguos generales de Alejandro, invadió lo que hoy es el Punyab en el 305 a. C.
Chandragupta, fundador del Imperio mauria, logró derrotar a Seleuco, tras lo cual todas las tierras al oeste del Indo hasta la actual Kabul pasaron a soberanía mauria. Para sellar la paz, Seleuco le dio a Chandragupta una de sus hijas como esposa, y Chandragupta a su vez le dio a Seleuco 500 elefantes que le ayudaron a este a ganar la batalla de Ipsos sobre Antígono I Monóftalmos.
Seleuco envió un embajador llamado Megástenes a la corte de Chandragupta, quien visitó varias veces la capital de su imperio, Pataliputra, en la actual Patna. Megástenes escribió descripciones detalladas de la India y del reinado de Chandragupta. Sus relatos están contenidos en su obra Indiká, que sirvió como importante fuente de referencia para muchos escritores posteriores tales como Estrabón, Arriano, Plinio el Viejo y Eratóstenes.

## Reinado indogriego (180a.C.-10d.C.)
El reino indogriego surgió tras las conquistas de Alejandro Magno como un desprendimiento del reino grecobactriano. Tal estado cubrió, como su nombre indica, varias partes noroccidentales y septentrionales del subcontinente indio.
El llamado reino indogriego, dominado por una minoría de origen griego y acechado por poderosos enemigos, no llegó a mantener una unidad monolítica, sino que se vio fragmentado varias veces aunque unificado por su singularidad cultural. Así, entre el 180 a. C. y cerca del 10 d. C. fue gobernado por una sucesión de más de treinta reyes helenísticos, a menudo en conflicto el uno con el otro. Llegó a destacarse un reino indogriego cuando el rey grecobactriano Demetrio invadió India en 180 a. C. A este le siguieron las importantes conquistas en territorios gangéticos llevadas a cabo hacia el 150 a. C. por Menandro I quien llegó a ocupar la importante ciudad de Pataliputra, creando una entidad que luego se separó del poderoso reino grecobactriano que estaba centrado en Bactria; pasando así la ciudad de Taxila en territorio que actualmente corresponde al moderno estado de Pakistán ―en el norte del Panyab, próxima a Cachemira― a cumplir las funciones de una capital cosmopolita del nuevo reino indogriego.
Durante los dos siglos de su dominio, los reyes griegos de India combinaron las lenguas griegas e indias y símbolos, como se puede observar en sus monedas, y mezclaron la cultura griega antigua con el budismo (véase Grecobudismo). Desaparecieron como una entidad política alrededor del 10 d. C. después de las invasiones al territorio llevadas a cabo por los partos y, especialmente, por los tocarios, que fundaron en su lugar el Imperio kushán.